# Убийство Риэ Исогаи
Убийство Риэ Исогаи — преступление, осуществлённое в ночь на 24 августа 2007 года в префектуре Аити по предварительному сговору тремя мужчинами, обменивавшимися сообщениями на подпольном интернет-сайте. Из-за того, что находящиеся в Даркнете сайты известны в Японии как «тёмные сайты», это событие стало известно как «Убийство на тёмном сайте». Поскольку в Японии, как правило, за одно убийство не приговаривают к смертной казни, мать Исогаи создала петицию, в которой призвала казнить убийц. 18 марта 2009 года один из преступников был приговорён к смертной казни, 13 марта 2011 года был вынесен приговор остальным — они были приговорены к пожизненному заключению.

## Предыстория
17 августа 2007 года живущий в фургоне 40-летний безработный Кэндзи Кавагиси опубликовал на мобильном сайте, использующемся для обмена сомнительной с точки зрения закона информацией, сообщение о том, что он нуждается в сообщниках для совершения ограбления. На его призыв откликнулись Цукаса Канда, Ёситомо Хори и Юитиро Хондо. На тот момент Канде, родившемуся в городе Такасаки, расположенном в префектуре Гунма, было 36 лет, он работал продавцом газеты «Асахи Симбун»; бывшему игроку в дартс Хори, задолжавшему около 4 миллионов йен, было 32 года; Хонде было 29 лет, он был безработным и испытывал трудности с оплатой аренды. Все преступники отчаянно нуждались в деньгах.
Обменявшись нескольким сообщениями, все четверо очно встретились 21 августа, чтобы обсудить в деталях то, как им наиболее лёгким способом достать деньги. Хори предложил ограбить богатого игрока в патинко, которого он знал лично. Трое сообщников Хори согласились на его предложение. В тот же день они попытались его ограбить. В ночь на 23 августа Кавагиси и Хондо вломились в расположенную в Нагакутэ службу, Кавагиси, испугавшись, убежал, бросив Хондо. Поскольку у него не было денег, чтобы вернуться домой, Хондо сдался полиции и был обвинён в краже.
24 августа Канда, Хори и Кавагиси встретились в расположенной в Мидори парковке возле салона видеопроката, чтобы разработать новый преступный план. Канда предложил похитить и ограбить первую попавшуюся им на улице одинокую женщину, после чего убить её для сокрытия улик. Хори и Кавагиси согласились на это предложение.

## Убийство
Около 19:00 по местному времени преступники, сидя в фургоне Кавагиси, начали поиск подходящей женщины. Около 22:00 они увидели 31-летнюю офисную служащую Риэ Исогаи (яп. 磯谷 利恵 Исогаи Риэ, 20 июля 1976 – 24 августа 2007), идущую домой по тёмной улице в квартале Дзиюгаока. Хори вышел из фургона, подошёл к Исогаи, и под предлогом указания направления, вынудил её войти в фургон.